# Octagon for Saint Eloi
Octagon for Saint Eloi (Octogone pour saint Éloi) est une œuvre du sculpteur américain Richard Serra installée à Chagny, en France.

## Description
L'œuvre prend la forme d'un prisme octogonal en acier corten de 2 m de haut sur 2,40 m de diamètre et pesant 57 t,.
Elle fait référence à Éloi de Noyon, saint patron des forgerons.

## Localisation
L'œuvre est installée sur la place du Président-Jeannin à Chagny, en Saône-et-Loire, en face de l'église Saint-Martin.

## Historique
L'œuvre est commandée par le ministère de la Culture dans le cadre de la commande publique et conçue spécifiquement pour l'église Saint-Martin de Chagny. Elle est installée devant l'église le 9 juillet 1991.

## Artiste
Richard Serra, né en 1938 à San Francisco aux États-Unis, réalise depuis 1966 des sculptures avec des matériaux inhabituels. Rattaché au courant minimaliste, ses œuvres probablement les plus connues sont des sculptures d'acier abstraites et monumentales.